# María Jesús Merino Poyo
María Jesús Merino Poyo es una periodista y política española, alcaldesa de Sigüenza desde 2019.

## Biografía
Diplomada en turismo, se doctoró en periodismo por la Universidad Complutense de Madrid con un estudio titulado Comunicación y Crisis: Un plan estratégico. También ejerció como directora de la fundación «Apadrina un Árbol».
Cabeza de lista (como candidata independiente) de la candidatura del Partido Socialista Obrero Español (PSOE) para las elecciones municipales del 26 de mayo de 2019 en Sigüenza, resultó elegida concejala. También se presentó en el número 4 de la lista del PSOE en Guadalajara para las elecciones a las Cortes de Castilla-La Mancha del mismo día. Fue investida como alcaldesa de Sigüenza el 15 de junio de 2019, con una mayoría absoluta de votos a favor, reemplazando a José Manuel Latre Rebled. El 18 de julio de 2019 tomó posesión del cargo de diputada regional, cubriendo la baja por renuncia de Sara Simón.